# Arctia flavocostata
Arctia flavocostata är en fjärilsart som beskrevs av Arnold Spuler 1906. Arctia flavocostata ingår i släktet Arctia och familjen björnspinnare. Inga underarter finns listade i Catalogue of Life.